# Массовое отравление метанолом в Оренбургской области
Ма́ссовое отравле́ние метано́лом в Оренбу́ргской о́бласти — случай массового отравления суррогатным алкоголем с примесью метилового спирта в Оренбургской области (в трёх районах — Домбаровском, Ясненском и Адамовском — и в г. Орске) в октябре 2021 года. Всего погибло 35 человек.
Первые сообщения об отравлениях появилось 7 октября 2021 года. На вечер 8 октября 2021 года: 21 погибший; ещё 28 пострадавших. Позже начали активно поступать пациенты из Орска. На 13 октября число жертв достигло 35.

## Реакция властей
Следственный комитет возбудил 5 уголовных дел в связи с отравлением граждан по статьям:
- о сбыте товаров, повлекших смерть более двух человек,
- о производстве немаркированной алкогольной продукции и
- о незаконном обороте этилового спирта.

Дела было объединены в одно производство. В его рамках поначалу были задержаны три человека.
В крови пострадавших и умерших обнаружен метанол; у некоторых пострадавших была выявлена его концентрация в несколько раз выше смертельной дозы.
В ходе оперативных мероприятий на территории торгово-закупочной базы в Орске был обнаружен склад, откуда осуществлялся сбыт контрафактной продукции. Во время обыска там были изъяты 1279 пластиковых и стеклянных бутылок с алкоголем объёмом 0,5 литра без маркировки. Еще 3 тысячи пустых бутылок, несколько сотен литров спиртосодержащей жидкости и оборудование для производства суррогатного спиртного найдены на территории частного домохозяйства, где местный житель изготавливал контрафактный товар.
Генпрокуратура и глава СКР Александр Бастрыкин взяли на контроль дело о гибели людей в Оренбуржье. В рамках расследования задержаны шесть человек.
Всего возбуждено 14 уголовных дел. По делу задержаны 15 человек, 8 из которых арестованы. Во время обысков у одного из организаторов подпольного бизнеса, уроженца Азербайджана Рояла Гулиева, нашли около 2 миллионов рублей и накладные на технический спирт, который он привозил в Орск.
13 октября — 16 (шестнадцати) фигурантам дел избрана мера пресечения, 14 из них арестованы.
Следствием и судом установлено, что в конце сентября 2021 года Гулиев приобрел в ООО «УралНефтеТранс» в  Уфе ядовитое вещество «ингибитор технический» (метиловый спирт) в количестве более 2500 литров, после чего перевёз его в Орск Оренбургской области и передал братьям Алиевым. Последние смешали метиловый спирт с водой, разлили в заранее приобретенную пластиковую и стеклянную тару и посредством оптовых продавцов Азамата Юсупова и Ширвана Бабазаде реализовали розничным продавцам Оренбургской области. Вследствие их незаконной деятельности в октябре 2021 года произошло массовое отравление жителей региона метиловым спиртом, реализованным под видом алкогольной продукции. В результате отравления пострадали 56 человек, из которых 36 скончались.
Приговором суда Роялу Гулиеву назначено наказание в виде лишения свободы на срок 9 лет 6 месяцев. Братья Пунхан и Садиг Алиевы приговорены к 9 годам, а  Азамат Юсупов — к 8 годам лишения свободы. Отбывать наказание осужденные будут в исправительной колонии общего режима. Ширван Бабазаде заключил сделку со следствием в досудебном порядке и был приговорён к 4 годам 10 месяцам колонии общего режима, а также к штрафу в размере 2 100 000 рублей. Октай Гашимов, продавший в октябре 2021 года орчанину Юрию Черненко алкогольную продукцию с высоким содержанием метанола, которой тот торговал в розницу прямо на дому, получил 3 года 6 месяцев колонии со штрафом в 200 тысяч рублей. Юрий Черненко, в результате приобретения алкоголя у которого скончался один человек, получил наказание в виде лишения свободы на срок 1 год 6 месяцев со штрафом в размере 30 000 рублей . Игорь и Наталья Архиповы, державшие в поселке Крыловка небольшой магазин «Инесса», где реализовывали суррогатный алкоголь, от отравления которым пострадали четыре человека, а один скончался, получили три года лишения свободы и два года шесть месяцев лишения свободы соответственно, также оба должны выплатить штраф по двести тысяч рублей каждый.
Также направлено в суд уголовное дело в отношении руководства ООО «УралНефтеТранс», продавшего Гулиеву метиловый спирт в нарушение законодательства. Указанные лица признаны виновными и приговорены к различным срокам лишения свободы.

### Оповещение и социальные акции
В регионе развернули оповещение населения об опасности употребления спиртного. С этой целью по улицам Орска ездят десять машин с громкоговорителями. Подчёркивается, что суррогат может находиться не только в пластиковых бутылках, но и в стеклянной таре.

Около 600 полицейских, дружинников, социальных работников и волонтёров обходят дома и дворы.
«Власти запустили социальную акцию. Жители Восточного Оренбуржья могут обменять алкогольную продукцию сомнительного качества на продуктовые наборы в магазинах сети „Желен“. Стоимость набора превышает стоимость алкоголя в несколько раз. К этой работе подключены магазины сети, где каждый оренбуржец может обменять продукцию и сообщить точку, где приобрел её», — заключили в областном правительстве.